# Ambassador
Ambassador est une comédie musicale américaine de Stone Widney créée le 19 octobre 1971 au Her Majesty's Theatre de Londres avec Danielle Darrieux et Howard Keel.

## Fiche technique
- Titre : Ambassador d'après un livre de Don Ettlinger et Anna Marie Barlow basé sur Les Ambassadeurs d'Henry James
- Lyrics : Hal Hackady
- Musique : Don Gohman
- Mise en scène : Stone Widney
- Directeur musical : Herbert Grossman (Broadway)
- Chorégraphie :
  - Gillian Lynne (Londres)
  - Joyce Trisler (Broadway)
- Costumes : Peter Rice
- Nombre de représentations consécutives :
  - 86 représentations à Londres
  - 29 représentations à Broadway
- Création à Londres : 19 octobre 1971, Her Majesty's Theatre
  - Broadway : 19 novembre 1972, Lunt-Fontanne Theatre

## Distribution originale (Londres)
- Howard Keel : Lewis Lambert Strether
- Danielle Darrieux : Marie de Vionnet
- Richard Heffer : Chad
- Margaret Courtenay : Amelia Newsome
- Judith Paris : Sarah
- Blain Fairman : Bilham
- Michael Logan
- Isobel Stuart
- Ellen Pollock

## Distribution (Broadway)
- Howard Keel : Lewis Lambert Strether
- Danielle Darrieux : Marie de Vionnet
- Michael J. Shannon : Chad
- M'el Dowd : Amelia Newsome
- Andrea Marcovicci : Jeanne de Vionnet
- Michael Goodwin : Bilham
- Nicholas Dante : Bellboy

## Chansons
| - Lambert's Quandary - Lilas - I Know the Man - The Right Time, the Right Place - She Passed My Way - Something More - Love Finds the Lonely - Surprise - Happy Man | - Lilas, What Happened to Paris - Young with Him - Too Much to Forgive - Why Do Women Have to Call It Love - Mama - That's What I Need Tonight - Gossip - Not Tomorrow - All of My Life - Thank You, No |